# Alhambravaserna
Alhambravaserna är en grupp av spansk-moriska kolossalvaser i lergods, glaserade med tennglasyr i iriserande yta i spansk-morisk stil.
Vaserna har sitt namn efter Alhambra i Granada, där en sådan vas förvaras. De är troligen framställda i Málaga på 1300-talet. Förutom fragment är tio bevarade vaser kända. En av dessa erövrades av svenskarna i Prag 1648 och finns idag på Nationalmuseum. De andra finns på museum i Sankt Petersburg, Washington, Palermo, Berlin samt fem exemplar i Spanien, bland annat på Museo Arqueológico Nacional de España i Madrid.

## Bildgalleri

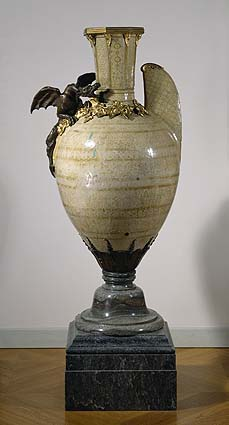
Vasen på Nationalmuseum. Dess ena vinge var avslagen och ersattes på 1700-talet av en drake i brons, troligen efter ritning av Carl Hårleman.
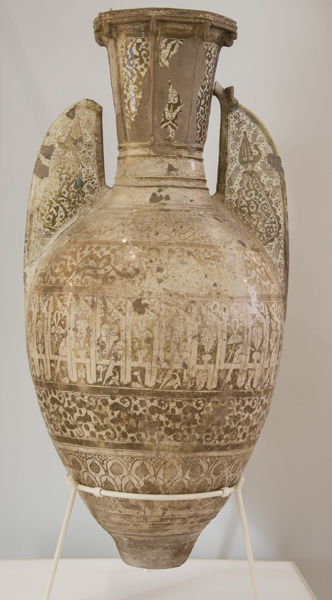
Museo Arqueológico Nacional de España i Madrid.
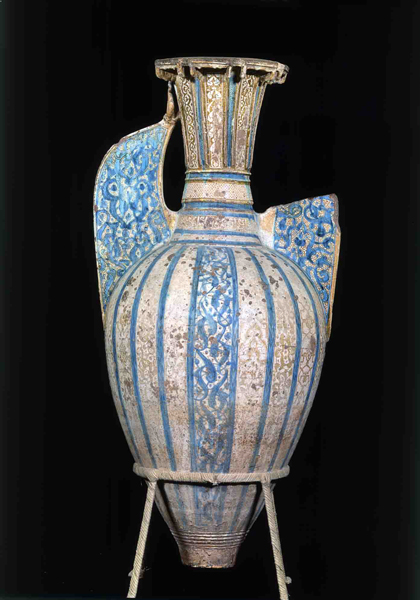
Museo Arqueológico Nacional de España i Madrid.
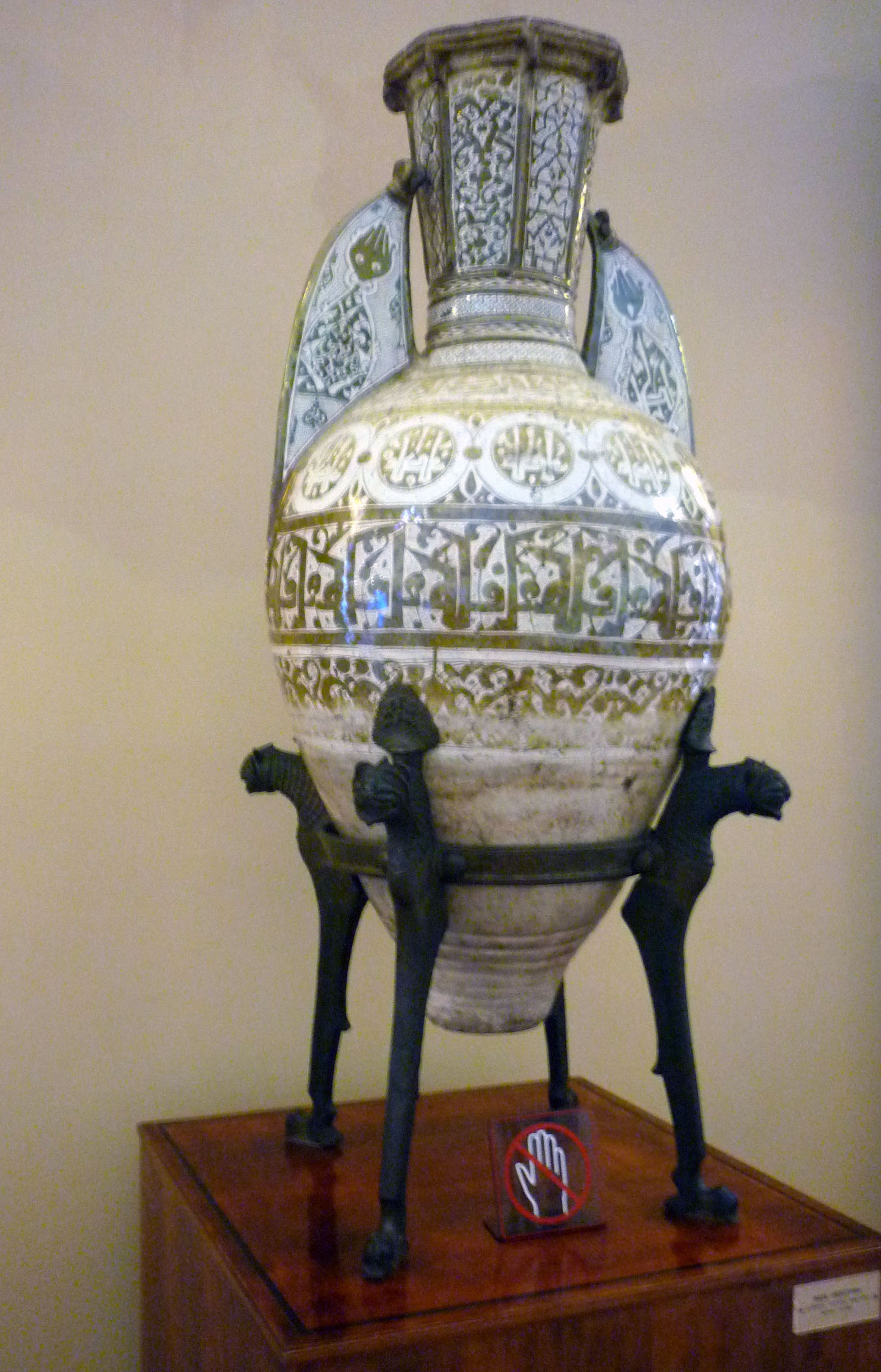
Eremitaget i Sankt Petersburg.
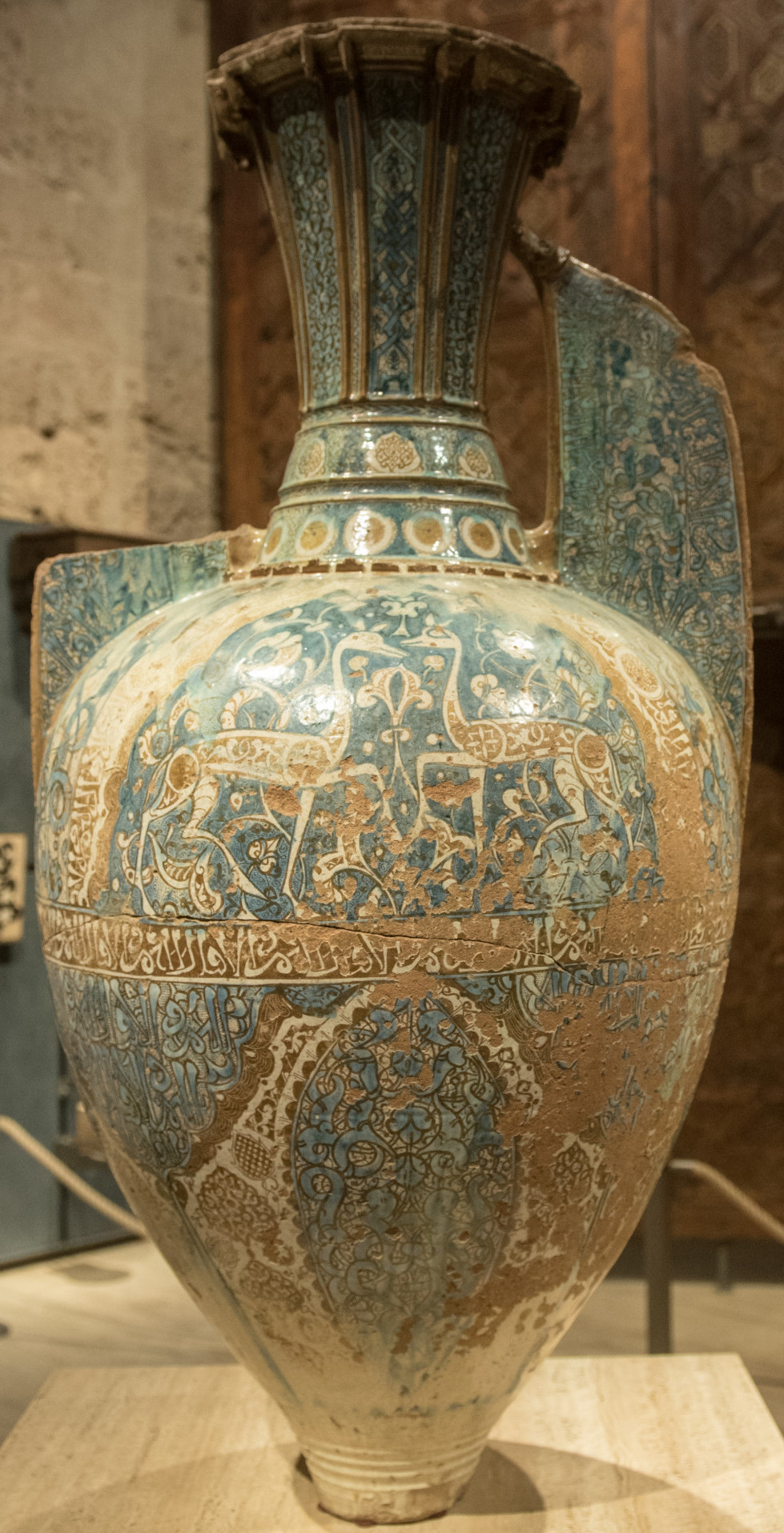
Museo de la Alhambra i Granada.